# 札幌市立幌南小学校
札幌市立幌南小学校（さっぽろしりつ こうなんしょうがっこう）は、北海道札幌市中央区にある公立小学校。

## 概要
校門前にある2本の神樹の木は、開校時に地元の有志によって植樹されたもので、同校のシンボルとなっている。開校○○周年ごとに中・高学年の児童に配布される郷土学習副読本も「楽しく学ぶしんじゅっ子」と命名されている。
児童数は2008年（平成20年）現在512名。
札幌市教育委員会の事業である「札幌市学校図書館地域開放事業」の指定校となっている。

## 沿革
- 1936年 （昭和11年）- 札幌市幌南尋常小學校として開校
- 1940年 （昭和15年）- 「札幌市幌南尋常高等小學校」と改称
- 1940年 （昭和15年）- 「北海道女子師範学校代用附属小學校」に指定
- 1941年 （昭和16年）- 国民学校令により、「札幌市幌南國民學校」と改称
- 1947年 （昭和22年）- 学校教育法により、「札幌市立幌南小学校」と改称
- 1953年 （昭和28年）- 札幌市立南小学校開校に伴い一部児童移籍
- 1966年 （昭和41年）- 開校30周年記念式典
- 1975年 （昭和50年）- 学研教育賞
- 1978年 （昭和53年）- 新校舎第1期工事竣工。北校舎が完成。旧校舎一部解体
- 1979年 （昭和54年）- 新校舎第2期工事竣工。南校舎が完成。旧校舎解体完了
- 1985年 （昭和60年）- ソニー理科教育振興優良校授賞
- 1986年 （昭和61年）- アメリカ・アラスカ州ジュノー市ガスチノー小学校と姉妹校提携
- 1986年 （昭和61年）- ソニー理科教育振興優良校授賞
- 1986年 （昭和61年）- 開校50周年式典
- 2006年 （平成18年）- 開校70周年記念式典。石碑「よく学び よく遊べ」設置

## 教育目標
- 心豊かな主体的な人間の育成を目指して
  - 優れた知性を養う（おちついて考える子）
  - 豊かな情操を培う（仲よく思いやりのある子）
  - 強い心身を育てる（たくましくやり通す子）

## 校章
校章は、柏の葉三枚と柏の実三個で正三角形を形成し、その中央に「南」の文字を配する。
幌南小学校が立地する札幌市の山鼻地区（旧『山鼻村』）には、かつて住民たちが「お声掛かりの柏」と呼び、地域のシンボルとしていたカシワの巨木が存在した。これは、1881年（明治14年）に明治天皇が北海道開拓視察で当地に立ち寄った際にこの立派な木に目を留め、その名を尋ねたことに由来する。
現在でも、柏をデザインした校章は継承されているものの、同校のホームページでは、由来となった「お声掛かりの柏」との関連には触れられていない。現在、校章の表す意味については、以下のように説明されている。
- 柏の葉三枚と柏の実三個で正三角形に形取り、「天・地・人」を表し、永遠に末永く栄える意をもつ。
- 柏の実はペン先を表し、勉学に勤しむ子どもたちの姿を表す。
- 中心の六角形は清純な雪と北国を表し、子どもたちが清純な心で強く生きぬいていくことを表している。

## 所在地
札幌市中央区南21条西5丁目1

## 出身者
- パラダイス山元（音楽家）
- 稲吉紘実（CIデザイナー、グラフィックデザイナー、芸術家）
- 岩崎紘昌（西洋アンティーク研究家）
- 桐野夏生（作家）
- 堀淳一（物理学者、エッセイスト、元北海道大学教授）